# Pierre d'Eilat

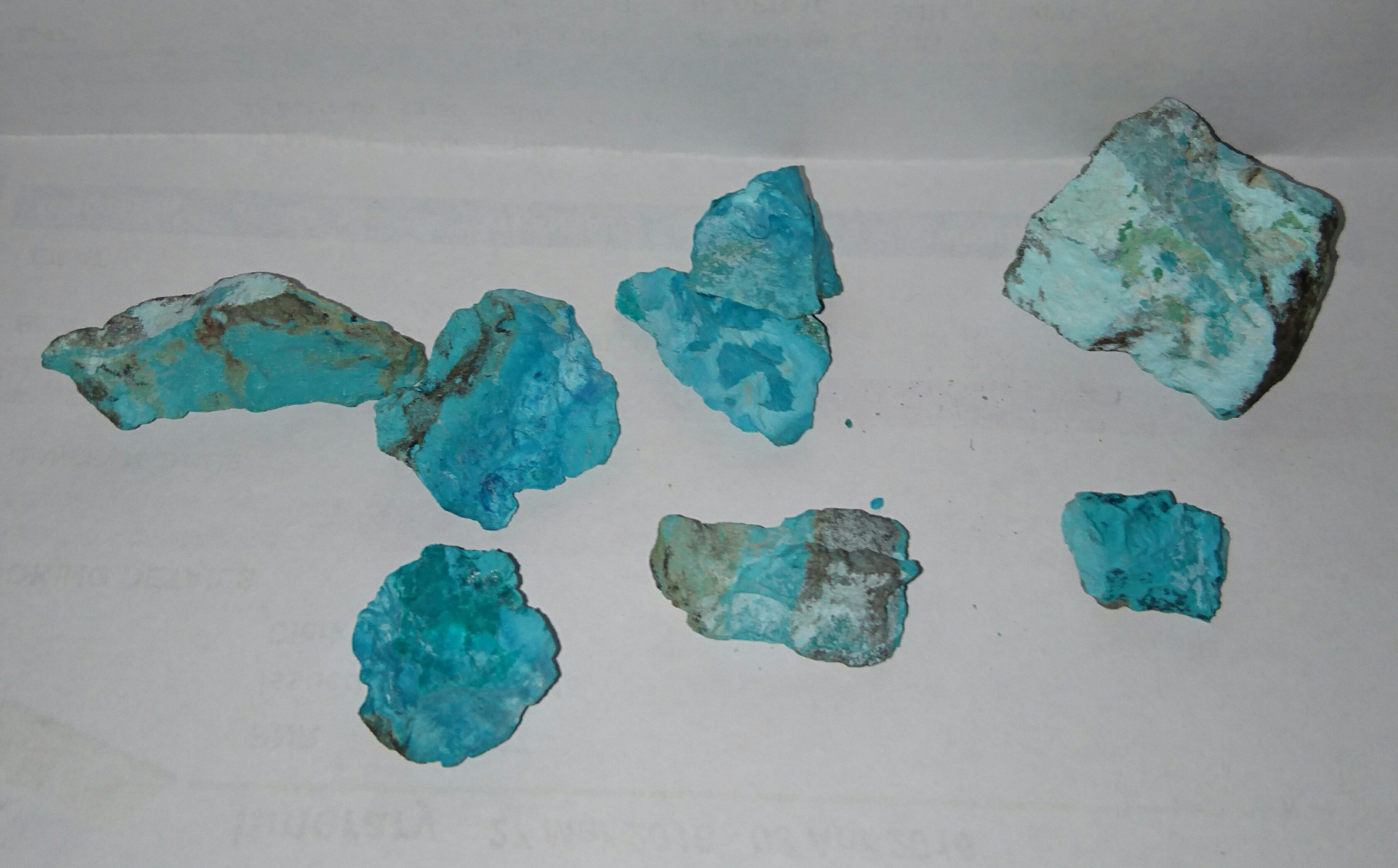
Pierres d'Eilat réputées provenir des mines de cuivre du Roi Salomon.

La pierre d'Eilat dite aussi pierre du Roi Salomon est une pierre qui est en réalité une association de plusieurs minéraux de cuivre : malachite, chrysocolle, turquoise, azurite, pseudo-malachite, etc.
C'est une pierre bleue et verte, extraite et reconnue pour la première fois "officiellement" dans les années 1950 par la Timna Copper Company (he), dans d'anciennes mines de cuivre, aujourd'hui situées dans le Parc national de Timna, à Eilat dans l'extrême sud d'Israël dans le désert d'Arabah. D'après des recherches et datations au carbone de 2013 (menées par Erez Ben-Yosef de l'université de Tel Aviv), bien que de manière générale les Égyptiens avaient exploité le minerai de cuivre depuis le 6ème millénaire avant notre ère dans la région, les mines à Timna auraient été exploitées dans l'antiquité d'abord par les Édomites puis par les anciens Hébreux, commençant juste après ce que les historiens pensent être "la fin du règne du roi Salomon" (vers le Xe siècle avant notre ère), pour se poursuivre jusqu'au 6ème siècle toujours avant notre ère, puis reprises par les Nabatéens jusqu'au IIe siècle de notre ère sous l'Empire romain, et vers le VIIe siècle par les conquérants arabes sous le caliphat des Omeyyades. Elles sont le lieu, aujourd'hui, de fouilles archéologiques et il est possible de les visiter. La pierre d'Eilat est de dureté variable selon le pourcentage de minéraux qui la compose (entre 2.5 et 7 sur l'échelle de Mohs) et peut être polie et montée en bijou. De nos jours, les mines historiques en question en ont cessé l'extraction ;  des pierres non authentiques (que l'on peut considérer comme des faux ou des simulacres, voire substituts), vendues sous le même nom et de composition extrêmement proche, sont importées depuis des mines de cuivre d'autres pays, principalement d'Afrique (République du Congo), d'Amérique du Sud (Pérou notamment) voire des USA (dans l'Arizona).
L'association des mines de Timna avec le personnage du roi Salomon s'est faite d'abord dans les années 1930 via l'archéologue Nelson Glueck, qui les aurait identifiées comme étant les "mines du roi Salomon" du Xe siècle avant notre ère, ce qui a mené plus tard à nommer la pierre fine venant de ces mines également comme "pierre du roi Salomon" au milieu des années 1950. Cette datation et association au roi légendaire Salomon est contestée sérieusement par plusieurs experts(voir plus haut); des auteurs comme Ephraim S. Ayil dans son ouvrage "Identifying the Stones of Classical Hebrew" proposent que les habitants de cette région ont probablement utilisé cette pierre parmi d'autres du même type, pour divers usages :  bijoux et amulettes (dont aucune trace n'existe aujourd'hui), pierres orementales, ou tout simplement broyé pour un usage cosmétique comme le kohl voire comme minerai de cuivre.
Les auteurs s'accordent sur le fait qu'une confusion notable existe dans divers textes anciens profanes et religieux entre ce qu'on appelle aujourd'hui pierre d'Eilat, le lapis-lazuli et d'autres pierres considérées précieuses dans l'antiquité, de ton bleu-vert[réf. nécessaire].
La Pierre d'Eilat est la pierre nationale d'Israël.

## Propriétés
Géologiquement, la pierre d'Eilat est une roche composée de minéraux de cuivre tels que la malachite, l'azurite, la turquoise, la pseudomalachite, la chrysocolle et autres.  Ces minéraux se trouvent dans la roche dans diverses compositions hétérogènes.
Formule de montage de la pierre d'Eilat (Cu3P2O8Cu)OH et sa densité 2,8–3,2.
Réflexion au contact de l'acide chlorhydrique coloré à la pierre d'Eilat dans les tons de jaune.

## Philatélie
Un bloc souvenir de 3 timbres a été émis par Israel en 2002 sous le nom "Geology of the Land of Israel" (dessins de Moshe Pereg) commémorant la pierre d'Eilat puisqu'elle figure sur le timbre central entre celui dédié à un fossile d'ammonite et
celui avec un fossile de poisson.